# Кинематограф Беларуси
Кинематограф Беларуси — национальное киноискусство и киноиндустрия Беларуси.

## Начало XX века
Демонстрация фильмов в Беларуси началась в конце XIX века. В начале XX века действовало уже 56 частных кинотеатров. Первый кинотеатр в Минске открыл в 1900 году предприниматель Рихард Штремер в доме Раковщика на Захарьевской улице. Первоначально в нём демонстрировались диапозитивы, потом немые фильмы. В 1908 году Рихард сам начинает снимать хроникально-документальные фильмы: «Манёвры МВПО», «Экскаватор — адская машина за Брестским вокзалом», «Пожар в городе Минске на Полицейской улице». В это же время снят хроникальный фильм «Польский храмовый праздник в Кальварии в Минске». Кинооператоры минского кинотеатра «Гигант» снимают в 1910—1912 годах свои фильмы: «200-летие Царского Села», полёты русского авиатора Уточкина над Комаровским полем в Минске, «Крушение поезда на станции Рудники».

## Советский период

### 1920-е годы. Белгоскино
В 1918 году кинооператоры Москвы и Петрограда отсняли ряд сюжетов в городах Беларуси, создали хроникальные ленты: «Мирные переговоры в Брест-Литовске», «Беженцы в Орше». В 1918 году кинотеатры, частные фильмотеки, кинематографическое оборудование и материалы были национализированы. В Витебской губернии кинофотосекция сделала попытку наладить собственное кинопроизводство: в мае 1920 года во время «Недели трудового фронта» проводились съёмки работ на железной дороге на берегу Западной Двины, в расположении частей 15-й армии под Витебском.
Летом 1922 года приказом Народного комиссара просвещения БССР было создано Управление по делам кинематографии — «Киноресбел» (Кино республики Беларуси). Однако это учреждение не имело достаточной материальной базы и через год было ликвидировано. В мае 1924 года на кооперативных началах возникла новая организация — «Белорусское пролеткино». Эта организация также не смогла справиться с поставленными перед ней задачами.

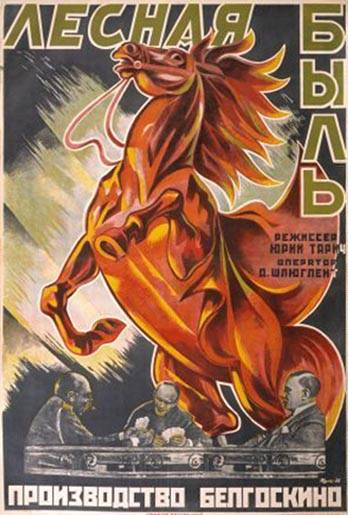
Афиша фильма «Лесная быль», 1926

17 декабря 1924 года на основании постановления СНК БССР «Об урегулировании кинодела БССР» было создано Управление по делам кино при Народном Комиссариате просвещения БССР — «Белгоскино» (эта дата отмечается как День белорусского кино). Кинопроизводство в БССР началось с хроники и научно-популярных фильмов. В 1925 году были запечатлены первомайские торжества в Минске, также снимались: VII Всебелорусский съезд Советов, IX съезд КП(б)Б, 2-я сессия ЦИК БССР в Витебске, открытие Белорусской сельско-хозяйственной академии в Горках, организация первой коммуны и др. Появлялись учебные и научно-популярные фильмы: «В здоровом теле — здоровый дух» (М. Леонтьев, 1925), «Мелиорация БССР» (М. Леонтьев, 1925), «Такая наша Беларусь» (Е. Петров, 1927).
В 1928 году «Белгоскино» организовало студию художественных фильмов «Советская Беларусь», которая из-за отсутствия технической базы на родине была временно размещёна в Ленинграде, где для этих целей было арендовано здание театра «Кривое зеркало». Советский киновед Николай Лебедев негативно расценил такой шаг. Кинопроизводство оказалось оторванным от национальной почвы. Вместо того, чтобы строить кинофабрику дома и формировать свои национальные творческие кадры, упор был сделан на режиссёров, которые вообще не знали истории и быта белорусского народа. На фабрике образовалась большая текучка кадров, только с 1926 по 1930 год через неё прошло около двадцати режиссёров и большинство их работ не было посвящено белорусской теме. Тем не менее, опираясь на ленинградские кадры кинематографистов сравнительно быстро был налажен регулярный выпуск игровых картин. Только в 1939 году студия художественных фильмов была переведена в Минск.
Первый игровой художественный фильм «Лесная быль» был снят в 1926 году и посвящён борьбе белорусского народа с иностранными захватчиками в 1920-м году. Режиссёра Юрия Тарича, создавшего эту экранизацию повести Михася Чарота «Свинопас», называют основоположником белорусского кино. Тема борьбы народа за социальное и национальное освобождение стала ведущей в кинематографе республики в 1920—1930-х годах. Знаковые фильмы по этой тематике в 20-е — «Кастусь Калиновский» (Владимир Гардин, 1928), «Сосны шумят» (Леонид Молчанов, 1929), «В огне рождённая» (Владимир Корш-Саблин, 1930).
«Белгоскино» было одной из первых киноорганизаций в Советском Союзе, которая взяла на вооружение мультипликацию как средство политической пропаганды. В 1927 году был выпущен фильм «Октябрь и буржуазный мир» (не сохранился). Картина вышла к 10-летнему юбилею Октябрьской революции 1917 года и иллюстрировала основные этапы истории СССР вплоть до 1927 года.

### 1930-е годы
В 1930-е годы продолжается развитие темы национального и социального освобождения: «Первый взвод» (Владимир Корш-Саблин, 1933), «Балтийцы» (Александр Файнциммер, 1937), «Одиннадцатое июля» (Юрий Тарич, 1938).
В конце 1920-х—начале 1930-х годов создаются фильмы на тему современности: «Рубикон» (Владимир Вайншток, 1930), «Женщина» (Ефим Дзиган, 1932), «Дважды рождённый» (Эдуард Аршанский, 1934), «Золотые огни» (Владимир Корш-Саблин, 1935), «Путь корабля» (Юрий Тарич, 1935), «Искатели счастья» (Владимир Корш-Саблин, 1936). Большую роль в разработке современной тематики в кино сыграли агитпропфильмы. Создавались специальные фильмы для детей, лучшие из них — «Полесские робинзоны» (И. Бахарь и Леонид Молчанов, 1934), «Концерт Бетховена» (Владимир Шмидтгоф, 1937). Заметные комедии второй половины 1930-х годов — «Девушка спешит на свидание» (Михаил Вернер и Сергей Сиделёв, 1936), «Моя любовь» (Владимир Корш-Саблин, 1940).

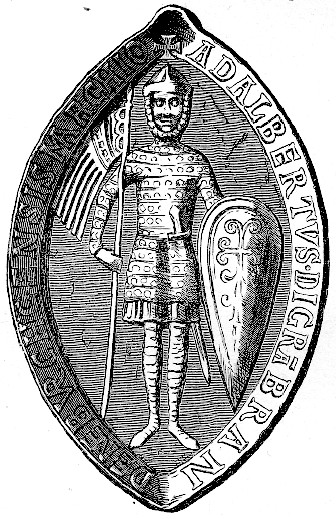
Кадр из фильма «Медведь», 1938

10 ноября 1930 года состоялась премьера первого белорусского экспериментального звукового фильма — «Переворот». Главным режиссёром этой документальной ленты с символическим названием стал Юрий Тарич. Фильм представляет собой набор из пяти сюжетов, демонстрировавших возможности звукового кинематографа: речь председателя Совета народных комиссаров БССР, декламация поэмы, концерт, звуковая хроника и политический шарж «Приключения Алёнки на границе».
В 1930-е годы большое внимание уделялось постановке фильмов по литературным произведениям; были поставлены фильмы «Поручик Киже» (Александр Файнциммер, 1934) экранизация повести Юрия Тынянова по известному историческому анекдоту, «Соловей» (Эдуард Аршанский, 1937) по повести Змитрока Бядули, «Маска» (Сергей Сплошнов, 1938), «Налим» (Сергей Сплошнов, 1938), «Медведь» (Исидор Анненский, 1938) и «Человек в футляре» (Исидор Анненский, 1939) по произведениям Антона Чехова. Всего до 1941 года студией игровых фильмов было снято около 60 кинокартин.

### Военное время
В годы Великой Отечественной войны белорусские кинодокументалисты участвовали в съёмках фильмов «Разгром немецких войск под Москвой», «День войны», «Народные мстители», «Бой за Витебск», «Минск наш», «Бобруйский котёл». Операторы кинохроники Моисей Беров, И. Вайнерович, Владимир Цитрон и Владимир Цеслюк в составе Центральной студии документальных фильмов снимали фронтовые репортажи. Партизанскую кинолетопись создали операторы Минской студии кинохроники и других студий СССР: Николай Быков, Е. Комаров, Оттилия Рейзман, Мария Сухова, Семён Школьников и другие.
Организованная в Алма-Ате на базе Центральной объединённой киностудии группа творческих работников белорусского кино создала альманах «Белорусский киносборник» (Владимир Корш-Саблин и Юрий Тарич, 1942). В 1942—1944 годах группа белорусских кинодеятелей на базе Центральной студии документальных фильмов выпускала киножурнал «Советская Белоруссия», в 1944 году сняла полнометражный документальный фильм «Освобождение Советской Белоруссии» (Владимир Корш-Саблин и Николай Садкович) и фильм-концерт «Живи, родная Беларусь!» (Владимир Корш-Саблин и Николай Садкович).

### Послевоенные годы. Беларусьфильм
В 1945 году киностудия художественных фильмов «Советская Беларусь» возобновила свою деятельность. В 1946 году её переименовали в «Беларусьфильм».
Первые годы после войны большей частью выпускались документальные фильмы и киножурналы. Первой большой творческой удачей послевоенного периода стал художественный фильм о герое минувшей войны — «Константин Заслонов» (Владимир Корш-Саблин и Александр Файнциммер, 1949); другая крупная работа на тему войны — кинофильм «Часы остановились в полночь» (Николай Фигуровский, 1958).
В первой половине 1950-х годов экранизируются театральные постановки: «Павлинка» (Александр Зархи, 1952), «Поют жаворонки» (Владимир Корш-Саблин и Константин Санников, 1953), «Кто смеётся последним?» (Владимир Корш-Саблин, 1954).

### 1960-е годы
В 1960 году было построено новое здание студии, где начали работу три творческих объединения: художественных фильмов, документальных «Летопись» и телевизионных «Телефильм», мастерская мультипликационных фильмов. В 1961-1968 годах существовала Минская студия научно-популярных и хроникально-документальных фильмов. В 1962 году основан Союз кинематографистов БССР.
Заметные фильмы этого времени, посвященные событиям Второй мировой войны: «Третья ракета» (Ричард Викторов, 1963), «Альпийская баллада» (Борис Степанов, 1965), «Через кладбище» (Виктор Туров, 1965), «Я родом из детства» (Виктор Туров, 1966), два фильма по мотивам романа «Партизаны» Алеся Адамовича — «Война под крышами» (Виктор Туров, 1967) и «Сыновья уходят в бой» (Виктор Туров, 1969); тема войны в детском кино — «Девочка ищет отца» (Лев Голуб, 1959), «Иван Макарович» (Игорь Добролюбов, 1968) и другие.
С начала 1960-х годов значительное внимание уделяется как историческим фильмам, среди которых «Красные листья» (Владимир Корш-Саблин, 1958), «Москва — Генуя» (Алексей Спешнев, при участии Владимира Корш-Саблина и Павла Арманда, 1964), «Я, Франциск Скорина...» (Борис Степанов, 1970) и другие, так и фильмам для детей и юношества: «Город мастеров» (Владимир Бычков, 1965), «Анютина дорога» (Лев Голуб, 1967), «Мы с Вулканом» (Валентин Перов, 1969).

### 1970-е годы

Владимир Короткевич и Валерий Рубинчик на киностудии «Беларусьфильм» во время монтажа картины «Дикая охота короля Стаха»

В 1970-е годы на «Беларусьфильм» приходят новые режиссёры со свежими взглядами на кинематограф. Появляются фильмы пусть и заключённые в предписанные руководством КПСС идеологические рамки, но творчески исполненные на высоком уровне: «Вся королевская рать» (Наум Ардашников и Александр Гуткович, 1971) (в дискуссии за право экранизировать одноимённый роман Роберта Пенна Уоррена студия «Беларусьфильм» одержала победу над «Мосфильмом» только благодаря личному вмешательству Петра Машерова), политический памфлет «Вашингтонский корреспондент» (Юрий Дубровин, 1972), экранизация произведений Джека Лондона «Время-не-ждёт» (Виталий Четвериков, 1975) и Владимира Короткевича «Дикая охота короля Стаха» (Валерий Рубинчик, 1979) (позже картина будет названа «первым советским мистическим триллером»).
Заметные фильмы этого периода о Второй мировой войне: «Батька» (Борис Степанов, 1971), «Пламя» (Виталий Четвериков, 1974), «Волчья стая» (Борис Степанов, 1975), «Чёрная берёза» (Виталий Четвериков, 1977).
В белорусском кино 1970-х годов чрезвычайно ярко выделяются фильмы для детей и юношества: экранизации произведений Анатолия Рыбакова «Кортик», «Бронзовая птица» (Николай Калинин, 1973 и 1974 годы) и «Последнее лето детства» (Валерий Рубинчик, 1974); мюзиклы по сюжетам сказок «Приключения Буратино» и «Про Красную Шапочку» (Леонид Нечаев, 1975 и 1977 годы); по мотивам «Денискиных рассказов» Виктора Драгунского «По секрету всему свету» (Игорь Добролюбов, 1976), «Удивительные приключения Дениса Кораблёва» (группа режиссёров, 1979); о войне «Полонез Огинского» (Лев Голуб, 1971) и «Венок сонетов» (Валерий Рубинчик, 1976).
В 1976 году, к 50-летию выхода фильма «Лесная быль», создан и открыт Музей истории белорусского кино.

### 1980-е годы
В начале 1980-х годов появляются такие комедии как «Культпоход в театр» (Валерий Рубинчик, 1982), «Белые Росы» (Игорь Добролюбов, 1983). В это десятилетие снимаются фильмы по литературным произведениям: дилогия по «Полесским хроникам» Ивана Мележа «Люди на болоте» и «Дыхание грозы» (Виктор Туров, 1981 и 1982 годы), фильм по одноимённой повести Василя Быкова «Знак беды» (Михаил Пташук, 1986), лирическая повесть по мотивам произведений Ивана Бунина «Несрочная весна» (Владимир Толкачиков, 1989).
На телевидении 1980-е годы были отмечены успехом многосерийной телевизионной эпопеи «Государственная граница» (Б. Степанов, В. Никифоров и Г. Иванов, 1980—1988), а также двухсерийным фильмом «Не покидай» (Леонид Нечаев, 1989).
Событием 1985 года стал снятый к 40-летию победы во Второй мировой войне авторский фильм Элема Климова по сценарию Алеся Адамовича «Иди и смотри», посвященный партизанскому движению в Белорусси в военные годы.
Леонид Нечаев в это десятилетие выпускает несколько картин для детей и юношества: «Проданный смех» (1981), «Сказка о Звёздном мальчике» (1983), «Рыжий, честный, влюблённый» (1984), «Питер Пэн» (1987); другие заметные картины для этой аудитории: «Летние впечатления о планете Z» (Евгений Марковский, 1986), «Воля Вселенной» (Дмитрий Михлеев, 1988).
К кинолентам перестроечного кино можно отнести фильмы «Наш бронепоезд» (Михаил Пташук, 1988 — о судьбах охранников сталинских лагерей после окончания службы в органах государственной безопасности) и «Меня зовут Арлекино» (Валерий Рыбарев, 1988 — о жизни провинциальной молодёжи). Последний также стал самым кассовым белорусским фильмом; за первые 15 месяцев демонстрации ленты в кинотеатрах СССР её посмотрела аудитория в 41,9 млн человек.

## Период независимости
В 1995 году к 50-летию победы над фашизмом ЮНЕСКО составило список из 100 наиболее значимых фильмов мира о Второй мировой войне. В него вошла и белорусская картина Виктора Турова «Через кладбище».
В 1997 году Указом Президента Республики Беларусь киностудии «Беларусьфильм» присвоен статус Национальной.
1990-е годы отмечаются определённым застоем в творческих и экономических процессах национального кинематографа. Хотя в это десятилетие и выпущено более 60 полнометражных фильмов, однако в условиях социально-политических изменений большинство из них оказались невостребованными прокатными организациями. Из картин, которые имели успех на телевидении необходимо назвать: многосерийный фильм «Белые одежды» (Леонид Белозорович, 1992) по одноимённому роману Владимира Дудинцева, вторая и третья часть киноповести «Любить по-русски» (Евгений Матвеев, 1996 и 1999 годы). Наоборот, практически неизвестными оказались работы двух самобытных женщин-кинорежиссёров: драма межнациональных отношений «Я — Иван, ты — Абрам» (Иоланда Зоберман, 1993) и сказка «Падение вверх» (Елена Трофименко, 1998) получившая несколько наград национальных и международных кинематографических мероприятий.
В 2000 году выходит кинофильм «В августе 44-го…» (Михаил Пташук). С картиной Пташука на киностудию «Беларусьфильм» вернулась её основная тема — Великой Отечественной войны. Уже в год выпуска на телеканале НТВ фильм был показан в рубрике «Классика военного кино».
Одним из наиболее заметных периодов современного этапа развития национального кино стал 2007 год: «Беларусьфильм», по сообщению БЕЛТА, выпустила 7 художественных и 5 анимационных фильмов. Студия «Летопись» выпустила 29 документальных фильмов. За этот год фильмы киностудии участвовали в тридцати международных и региональных кинофестивалях и получили около 30 наград. Творческие успехи и появление положительных экономических результатов от производства и проката фильмов (прибыль за 2007 год составила эквивалент 520 тыс. долларов США) позволили говорить о преодолении этапа застоя белорусского кинематографа. Похожие показатели были достигнуты и в 2008—2009 годах. Среди картин этих лет: «Родина или смерть» (Алла Криницына, 2007), «Враги» (Мария Снежная, 2007), «Кадет» (Виталий Дудин, 2009) и др.
При этом Президент Беларуси Александр Лукашенко, во время визита в 2008 году в новый многозальный кинотеатр «Беларусь» в Минске, раскритиковал белорусский кинематограф и заявил, что «тратить на него бюджетные средства, как это было до сих пор, нецелесообразно. Берите кредиты, снимайте фильмы. Снимете хороший фильм — мы это компенсируем. Вперёд же деньги не получите».
Однако говорить о возможности самостоятельного экономического «выживания» кинематографа Беларуси к 2010 году нельзя. По мнению польского режиссёра Кшиштофа Занусси, это объясняется объективными причинами: «страна, где 10 миллионов людей, не может рассчитывать на коммерческий успех своего кино. Коммерчески успешное кино может быть в Индии, в Америке, в России — в больших странах. Оперный театр тоже убыточен всегда, но это часть культуры и государство её поддерживает. Так должно быть и с кино в Беларуси». Учитывая экономическую ситуацию и мнения специалистов, глава государства принял решение о государственной поддержке национального кино и подписал Указ от 14 апреля 2011 г. № 145 «О некоторых вопросах налогообложения в сферах культуры и информации», который устанавливает ряд налоговых льгот в сфере кинематографии.
1 января 2012 года вступила в силу новая система государственного финансирования кинопроизводства. Первым фильмом, снятым в новых условиях, стал 4-серийный телефильм на тему войны «Следы апостолов» (Сергей Талыбов, 2013) (запуск картины осуществлён по результатам республиканского конкурса кинопроектов, проведённого Министерством культуры Беларуси весной 2012 года).
К столетию белорусской милиции был снят фильм «Следы на воде» (Александр Анисимов, 2016), а к столетию вооружённых сил фильм «Не игра» (Денис Скворцов, 2018). Оба фильма создавались не без проблем. Сценарий первого фильма готовил режиссёр Андрей Голубев, он же должен был и снимать его, но студия наняла для этой цели Егора Кончаловского, а в конечном итоге фильм снял Александр Анисимов. Режиссёр второго фильма Денис Скворцов вообще потребовал, чтобы его имя было убрано из титров, увидев как был перемонтирован фильм. Параллельно было выпущено несколько фильмов для юной аудитории: «Тум-Паби-Дум» (Вячеслав Никифоров, 2017) и «Правила геймера» (Игорь Четвериков, 2018). Ни один из этих фильмов не имел успеха в прокате.
Фильм «Хрусталь» (2018) молодого режиссёра Дарьи Жук, белоруски, получившей кинообразование в США, называют главным белорусским фильмом последних двадцати лет.

## Независимый кинематограф
Независимое кино Беларуси, как художественное или социальное событие в национальном искусстве, проявляется достаточно редко и несистематически.
Некоторые критики первым независимым белорусским фильмом считают «Случай с пацаном» (Сергей Лобан, 2000), получившим Гран-при на московском фестивале «Любить кино». Бюджет съёмок составил эквивалент 1000 долларов. В основе сюжета — история молодого человека, постепенно приходящего к выводу, что «лучшие варианты жизненного пути в Беларуси — сотрудничество с КГБ или оппозицией, финансируемой из западных источников» (в редакции газеты «Московский комсомолец»).
Можно отметить спорный фильм «Оккупация. Мистерии» (Андрей Кудиненко, 2004), представленный на МКФ в 2004 году и 40-м фестивале в Карловых Варах. Взгляд режиссёра на события в западной Беларуси времён войны отличается от сложившейся культурной традиции героизации партизанской борьбы народа с оккупантами. Пересмотр истории заранее исключает положительный приём фильма большинством зрителей стран бывшего СССР. Режиссёр так описывает свою позицию: «Тема оккупации для Беларуси — основная тема её существования, потому что наша страна всегда была под оккупацией — польская оккупация, российская, немецкая, французская… Все белорусы — партизаны, и тема партизан и войны — это святая для Беларуси тема». Беларусь отозвала у картины прокатное удостоверение, а обозреватель «Российской газеты» высказался, что «фотокадры из фильма выглядят как типичная развесистая клюква с опереточными партизанами и жаркими постельными сценами».
В 2012 году Дмитрий Маринин и Андрей Курейчик выпустили молодёжную драму «Выше неба». Фильм был снят по заказу Организации Объединённых Наций в рамках реализации гранта Глобального Фонда по борьбе с ВИЧ, туберкулёзом и малярией. Андрей Курейчик в июне 2012 года был признан лучшим продюсером-дебютантом Беларуси. Мировая премьера прошла 4 марта 2013 года на международном кинофестивале «First Time Fest» в Нью-Йорке.
В 2015 году Андрей Кудиненко запустил проект белорусского независимого кино «Хронотоп», позднее названный «Хронотопь». Участие в котором приняли Александр Дебалюк, Роман Гапанюк, Андрей Герасимчик, Артур Клинов, Оксана Гайко и другие. Проект «Хронотоп» стал участником нескольких кинофестивалей.

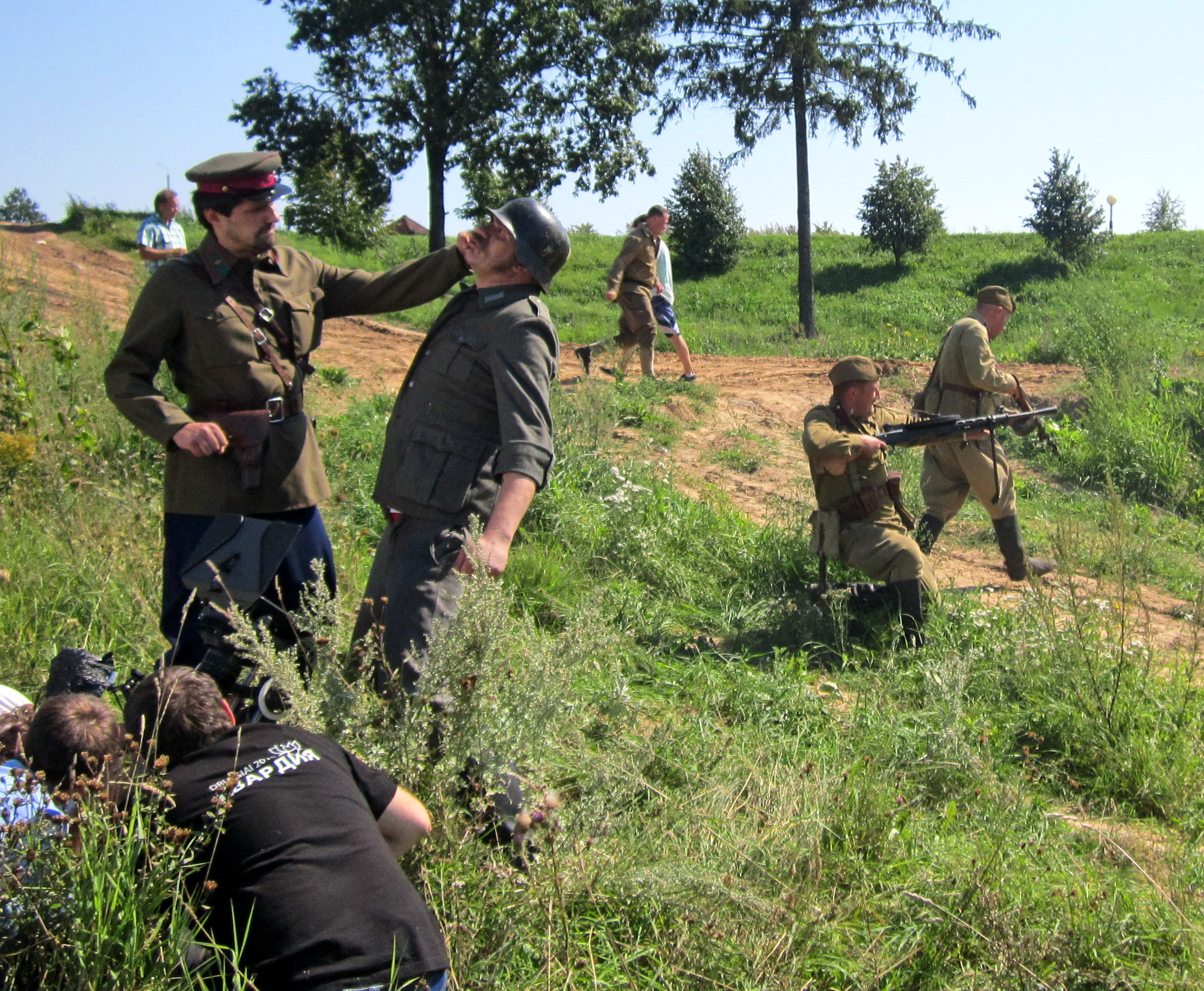
На съёмочной площадке «PARTY-ZAN фильм»

Режиссёр и сценарист Андрей Курейчик в 2015 году выпустил трагикомедию «ГараШ». Фильм был снят в течение четырёх дней на собственные средства создателей картины. Главную роль в фильме исполнил рок-музыкант Александр Куллинкович. Этот фильм стал первым белорусским независимым фильмом, попавшим в широкий республиканский кинопрокат. На тот момент фильм был самым прибыльным белорусским фильмом в национальном кинопрокате со времён независимости Беларуси. В следующем 2016 году Курейчик выпустил фильм «PARTY-ZAN фильм», который пародировал белорусский кинематограф.
Молодёжный фильм Влады Сеньковой «Граф в апельсинах» (2015), снятый практически без бюджета, вызвал интерес на XXXVIII Московском международном кинофестивале. На Международном кинофестивале в Карловых Варах прошла премьера фильма «Хрусталь» (Дарья Жук, 2018) о белорусской провинции 90-х годов. Белорусским оскаровским комитетом этот фильм был выдвинут на соискание кинопремии «Оскар» в номинации «Лучший фильм на иностранном языке», однако не попал в лонг-лист. В домашнем же прокате по сборам фильм побил рекорд фильма «ГараШ». Одним из лучших белорусских фильмов 2018 года был назван фильм «Завтра», снятый Юлией Шатун вообще без бюджета. Этот фильм также попал в национальный кинопрокат.
В 2019 году режиссёр Александр Мелеховец, снимавший до этого короткометражные работы и музыкальные клипы, закончил свой дебютный полнометражный художественный фильм «Народные мстители», по одноимённому рассказу Василя Быкова. Фильм стал одним из немногих белорусскоязычных художественных фильмов, снятых после 1991 года. Фильм получил прокатное удостоверение, однако не был принят кинотеатрами как «заведомо убыточный» и имел только несколько сеансов.
В 2021 году молодой режиссёр Марк Веремейчик, до того намеренно завалив вступительные экзамены в БГАИ и забрав оттуда документы, фактически не имея профессионального образования, самостоятельно собрал бюджет, команду и начал съёмки полнометражного фильма «Зубрила». Картина, поднимающая проблемы взаимопонимания младшего и старшего поколений, повсеместного проявления девиантного поведения среди молодёжи в глубинке, вышла на экраны в 2023 году. Трейлер «Зубрилы» демонстрировался в эфире белорусских телеканалов, а сам фильм был показан в кинотеатрах Минска и Марьиной Горки.
Известным на постсоветском пространстве стал цикл «Притчи» из пяти фильмов, снятых видеостудией при Свято-Елисаветинском монастыре города Минска и получивших призы на различных православных кинофестивалях. В рамках цикла были экранизированы известные христианские притчи, действие которых, за исключением третьего фильма, было перенесено в XXI век.

## В СМИ
- Передача «Синематека» канала Беларусь-24